# Étudiant de la saison de la Ligue canadienne de hockey
Le joueur de la saison de la Ligue canadienne de hockey qui allie les meilleurs résultats scolaires et sportifs reçoit chaque année un prix.

## Vainqueur
| Saison    | Récipiendaire                                               | Équipe                                                      | Ligue                                                       |                                                             |
| --------- | ----------------------------------------------------------- | ----------------------------------------------------------- | ----------------------------------------------------------- | ----------------------------------------------------------- |
| 1987-1988 | Darrin Shannon                                              | Spitfires de Windsor                                        | LHO                                                         |                                                             |
| 1988-1989 | Jeff Nelson                                                 | Raiders de Prince Albert                                    | LHOu                                                        |                                                             |
| 1989-1990 | Jeff Nelson                                                 | Raiders de Prince Albert                                    | LHOu                                                        |                                                             |
| 1990-1991 | Scott Niedermayer                                           | Blazers de Kamloops                                         | LHOu                                                        |                                                             |
| 1991-1992 | Nathan LaFayette                                            | Royals de Cornwall                                          | LHO                                                         |                                                             |
| 1992-1993 | David Trofimenkoff                                          | Hurricanes de Lethbridge                                    | LHOu                                                        |                                                             |
| 1993-1994 | Patrick Boileau                                             | Titan Collège français de Laval                             | LHJMQ                                                       |                                                             |
| 1994-1995 | Perry Johnson                                               | Pats de Regina                                              | LHOu                                                        |                                                             |
| 1995-1996 | Boyd Devereaux                                              | Rangers de Kitchener                                        | LHO                                                         |                                                             |
| 1996-1997 | Stefan Cherneski                                            | Wheat Kings de Brandon                                      | LHOu                                                        |                                                             |
| 1997-1998 | Kyle Rossiter                                               | Chiefs de Spokane                                           | LHOu                                                        |                                                             |
| 1998-1999 | Rob Zepp                                                    | Whalers de Plymouth                                         | LHO                                                         |                                                             |
| 1999-2000 | Brad Boyes                                                  | Otters d'Érié                                               | LHO                                                         |                                                             |
| 2000-2001 | Dan Hulak                                                   | Winter Hawks de Portland                                    | LHOu                                                        |                                                             |
| 2001-2002 | aucun gagnant                                               | aucun gagnant                                               | aucun gagnant                                               |                                                             |
| 2002-2003 | Dustin Brown                                                | Storm de Guelph                                             | LHO                                                         |                                                             |
| 2003-2004 | Devan Dubnyk                                                | Blazers de Kamloops                                         | LHOu                                                        |                                                             |
| 2004-2005 | Gilbert Brule                                               | Giants de Vancouver                                         | LHOu                                                        |                                                             |
| 2005-2006 | Pierre-Marc Guilbault                                       | Cataractes de Shawinigan                                    | LHJMQ                                                       |                                                             |
| 2006-2007 | Alexandre Picard-Hooper                                     | Drakkar de Baie-Comeau                                      | LHJMQ                                                       |                                                             |
| 2007-2008 | Robert Slaney                                               | Screaming Eagles du Cap-Breton                              | LHJMQ                                                       |                                                             |
| 2008-2009 | Stefan Elliott                                              | Blades de Saskatoon                                         | LHOu                                                        |                                                             |
| 2009-2010 | Dominic Jalbert                                             | Saguenéens de Chicoutimi                                    | LHJMQ                                                       |                                                             |
| 2010-2011 | Dougie Hamilton                                             | IceDogs de Niagara                                          | LHO                                                         |                                                             |
| 2011-2012 | Jonathan Brunelle                                           | Screaming Eagles du Cap-Breton                              | LHJMQ                                                       |                                                             |
| 2012-2013 | Josh Morrissey                                              | Raiders de Prince Albert                                    | LHOu                                                        |                                                             |
| 2013-2014 | Connor McDavid                                              | Otters d'Érié                                               | LHO                                                         |                                                             |
| 2014-2015 | Connor McDavid                                              | Otters d'Érié                                               | LHO                                                         |                                                             |
| 2015-2016 | Alexis D'Aoust                                              | Cataractes de Shawinigan                                    | LHJMQ                                                       |                                                             |
| 2016-2017 | Sasha Chmelevski                                            | 67's d'Ottawa                                               | LHO                                                         |                                                             |
| 2017-2018 | Alexandre Alain                                             | Armada de Blainville-Boisbriand                             | LHJMQ                                                       |                                                             |
| 2018-2019 | Dustin Wolf                                                 | Silvertips d'Everett                                        | LHOu                                                        |                                                             |
| 2019-2020 | Cole Perfetti                                               | Spirit de Saginaw                                           | LHO                                                         |                                                             |
| 2020-2021 | Saison annulée dans la LHO et séries annulées dans la LHOu. | Saison annulée dans la LHO et séries annulées dans la LHOu. | Saison annulée dans la LHO et séries annulées dans la LHOu. | Saison annulée dans la LHO et séries annulées dans la LHOu. |
| 2021-2022 | Owen Beck                                                   | Steelheads de Mississauga                                   | LHO                                                         |                                                             |
| 2022-2023 | Colby Barlow                                                | Attack d'Owen Sound                                         | LHO                                                         |                                                             |
| 2023-2024 | Noah Chadwick                                               | Hurricanes de Lethbridge                                    | LHOu                                                        |                                                             |